# Nanlao Xiang
Nanlao Xiang (kinesiska: 南捞, 南捞乡) är en socken i Kina. Den ligger i provinsen Yunnan, i den sydvästra delen av landet, omkring 290 kilometer sydost om provinshuvudstaden Kunming. Antalet invånare är 12 939. Befolkningen består av 5 966 kvinnor och 6 973 män. Barn under 15 år utgör 20,0 %, vuxna 15-64 år 71 %, och äldre över 65 år 8,0 %.
Genomsnittlig årsnederbörd är 2 659 millimeter. Den regnigaste månaden är juli, med i genomsnitt 647 mm nederbörd, och den torraste är februari, med 24 mm nederbörd.